# Vida (álbum de Alex Campos)
Vidaes el décimo álbum de estudio y la decimocuarta producción del cantante colombiano de rock cristiano Alex Campos.
El álbum se caracteriza por el estilo clásico de Alex Campos, con una variedad de ritmos como bachata, urbano, pop, rock y balada romántica. Asimismo el 19 de mayo de 2023, el álbum se presentó junto al sencillo «No fue un tiro de suerte».
Se desprenden del mismo, algunos sencillos como «Agua», «Irremplazable» y «Pan duro» entre otros. Los sencillos «Me he vuelto a enamorar» y «Bella princesa» son una dedicatoria a su esposa Natalia y a su hija Juannita, respectivamente. Cuenta con las participaciones de Angie Rose y Villanova.

## Lista de canciones
| N.º | Título                        | Duración |  |
| 1.  | «Pan duro»                    | 3:12     |  |
| 2.  | «Llora el mundo y llora Dios» | 3:51     |  |
| 3.  | «Me he vuelto a enamorar»     | 3:50     |  |
| 4.  | «No fue un tiro de suerte»    | 4:21     |  |
| 5.  | «Agua» (con Angie Rose)       | 3:27     |  |
| 6.  | «Irremplazable»               | 3:55     |  |
| 7.  | «Detente alma mía»            | 4:13     |  |
| 8.  | «No dejes que caiga»          | 3:47     |  |
| 9.  | «Bella princesa»              | 4:17     |  |
| 10. | «Pródigo» (con Villanova)     | 3:17     |  |